# ترنتون (کانزاس)
ترنتون (به انگلیسی: Trenton) یک منطقهٔ مسکونی در ایالات متحده آمریکا است که در کانزاس واقع شده‌است. ترنتون ۳۷۳٫۰۸ متر بالاتر از سطح دریا واقع شده‌است.